# Гребнезубая чёрная акула
Гребнезубая чёрная акула (лат. Etmopterus decacuspidatus) — вид рода чёрных колючих акул семейства Etmopteridae отряда катранообразных.
Известен всего по одной особи, признанной голотипом. Обитает в западной части Тихого океана на глубинах до 692 м. Максимальный зарегистрированный размер 29 см. Тело стройное, вытянутое. У основания обоих спинных плавников имеются шипы. Анальный плавник отсутствует.

## Таксономия
Впервые вид был описан в 1966 году. Голотип — взрослый самец длиной 29,2 см, пойманный у острова Хайнань (16° 40,5' с.ш. и 109° 49,9' в.д.) на глубине 512—691 м. Видовое название происходит от слов др.-греч. δεκάς — «десять» и лат. cuspis — «наконечник».

## Ареал
Гребнезубые чёрные акулы обитают в западной части Тихого океана, в Южно-Китайском море, между островом Хайнань и Вьетнамом на глубине 512—691 м.

## Описание
Максимальный зарегистрированный размер составляет 29 см. Тело стройное, вытянутое. Хвостовой стебель довольно короткий. У основания спинных плавников имеются шипы. Второй спинной плавник крупнее первого. Грудные плавники небольшие и закруглённые. Крупные овальные глаза вытянуты по горизонтали. Позади глаз имеются брызгальца. Расстояние от начала основания брюшных плавников до начала нижней лопасти хвостового плавника приблизительно равно длине головы, в 1,2 раза превосходит расстояние между грудными и брюшными плавниками и расстояние между спинными плавниками. Дистанция между брюшными и грудными плавниками в 1,2 раза превосходит ширину головы.
Дистанция от кончика рыла до первого спинного шипа слегка превышает расстояние от первого спинного шипа до основания второго спинного плавника. Ширина головы в 1,4 раза превосходит расстояние от кончика рыла до рта. Расстояние от кончика рыла до брызгалец в 1,4 раза больше расстояния от брызгалец до основания грудных плавников. Жаберные щели очень короткие, по ширине примерно равны брызгальцам и составляют 1/3 или менее длины глаз. Основание первого спинного плавника начинается чуть позади свободного кончика грудных плавников. Дистанция между спинными плавниками примерно равна расстоянию от кончика морды до 3 пары жаберных щелей. Окрас сверху коричневый, нижняя часть головы и брюхо чёрные, граница между цветами чёткая. Перед и позади брюшных плавников, а также у основания хвостового плавника имеется по удлинённой отметине.
Верхние зубы выстроены в 3 ряда. Каждый зуб переднего ряда имеет 10 зазубрин, из которых третья с внутренней стороны является самой длинной. Нижние зубы выстроены в один ряд.

## Взаимодействие с человеком
В настоящее время поймана всего одна особь этого вида. Данных для оценки Международным союзом охраны природы статуса сохранности вида недостаточно.